# Anticyclone de Sainte-Hélène
Pour les articles homonymes, voir Anticyclone (homonymie).
L’anticyclone de l'Atlantique Sud, plus connu sous le nom d’anticyclone de Sainte-Hélène, désigne une région subtropicale située dans l’océan Atlantique Sud, autour de 25°S 15°O, où en moyenne on retrouve une large zone de haute pression atmosphérique ou anticyclone,. 
Ceci ne veut pas dire que la position et l'intensité de cet anticyclone soient permanentes, mais juste que l’on retrouve un anticyclone sur les cartes décrivant la moyenne mensuelle de la pression. Il tire son nom de l’île de Sainte-Hélène qui est la seule terre dans les parages. Cette zone de haute pression fait partie de la grande ceinture subtropicale d'anticyclones appelée crête subtropicale.

## Formation

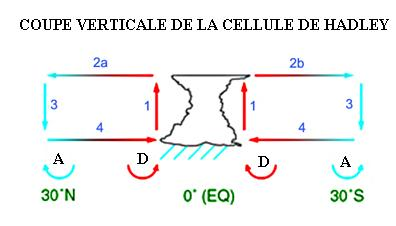
Les cellules de Hadley transportent chaleur et humidité des tropiques vers les latitudes moyennes.

Dans la région des latitudes des chevaux, soit dans la région en général entre 30 et 35 degrés de latitude nord et sud, on retrouve des anticyclones plus ou moins en permanence. C'est la partie descendante des cellules de Hadley. En effet, près de l'équateur, où la force de Coriolis est assez faible, une circulation directe de l'air s'établit. Dans les bas niveaux de l'atmosphère, la différence de température entre l'équateur et les régions plus au nord moins réchauffées donne lieu à la zone de convergence intertropicale où l'air plus chaud se soulève à cause de la convergence et de la poussée d'Archimède. Par la suite, cet air se refroidit en altitude et redescend plus au nord et au sud. Le tout selon le diagramme ci-contre.

## Effets
Ce système affecte grandement la navigation à voile car les vents y sont assez faibles et qu'il faut passer loin au nord ou au sud selon la direction de voyage en suivant la direction des vents qui sont dans le sens anti-horaire autour du centre. 
Climatologiquement, on rencontre un climat sec sous la circulation anticyclonique. Son influence ne s'arrête pas là. Par exemple, l’anticyclone de l'Atlantique Sud apporte du temps beau et chaud de la côte est de l’Amérique du sud vers l’Afrique en été car il transporte de l'air tropical vers son flanc sud. 
Sur son flanc nord, où les vents sont des alizés d'est, on retrouve la zone de convergence intertropicale qui contrôle la mousson africaine et la période des pluies dans les Guyanes.